# Dialecto eslovaco
El dialecto eslovaco o dialecto de idioma eslovaco (en eslovaco: slovenské nárečie, slovenský dialekt, nárečie/dialekt slovenčiny o nárečie/dialekt slovenského jazyka) es un dialecto de idioma eslovaco, es decir una forma de la lengua nacional eslovaca con su propio sistema, que sirve para comprender a la población autóctona en un área geográfica más pequeña (la llamada área dialectal) en sus relaciones sociales y laborales diarias con el entorno inmediato. Los dialectos eslovacos junto con la lengua escrita en el sentido más amplio forman juntos la lengua nacional eslovaca.  

## División

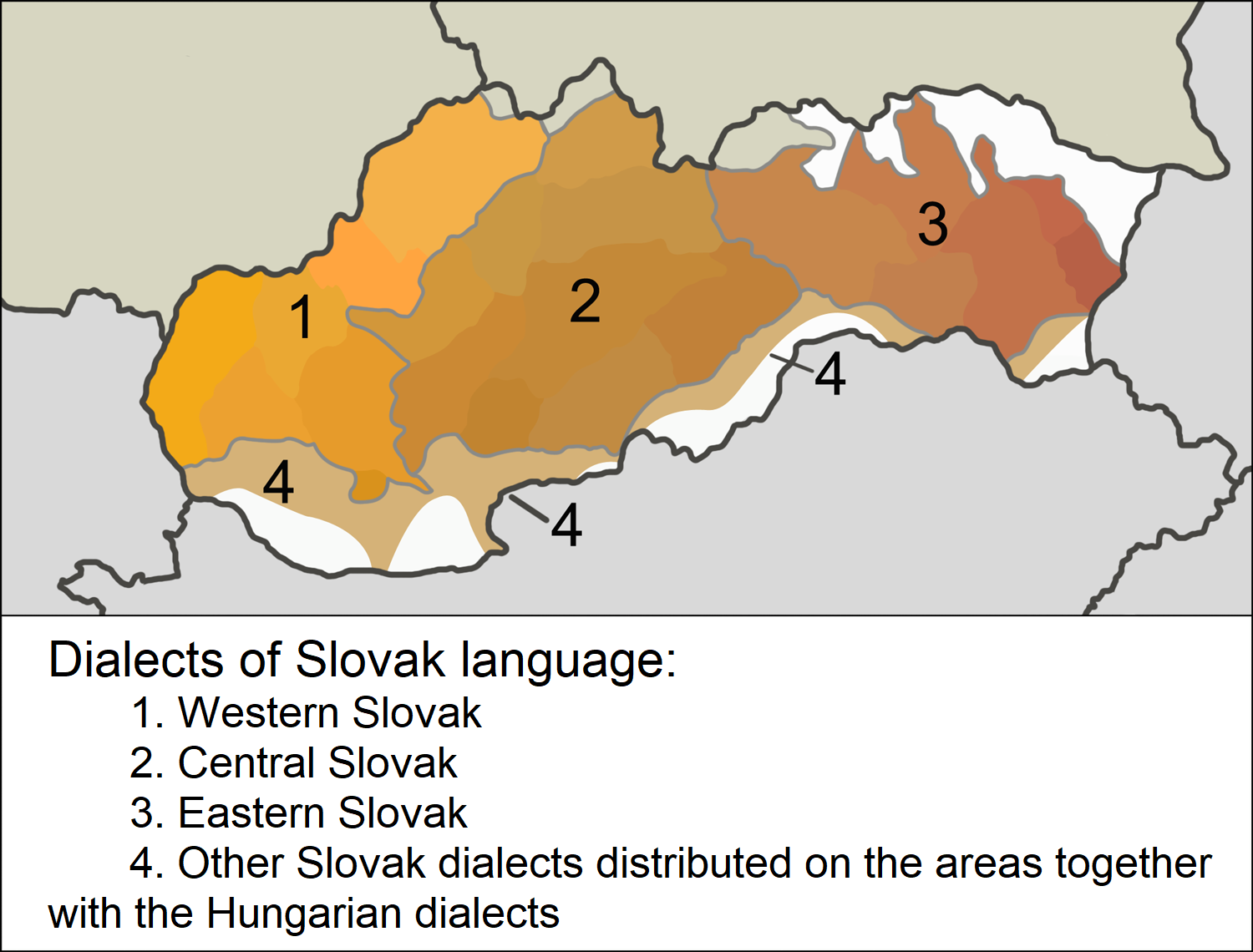
Dialecto eslovaco

La división básica de los dialectos eslovacos es:
- dialectos de Eslovaquia occidental
- dialectos de Eslovaquia central
- dialectos de Eslovaquia oriental

Esta división existe aproximadamente desde el siglo XVI.
Consulte artículos separados sobre estos grupos para obtener más detalles.
Un grupo dialectal específico está formado por los dialectos goral, que se clasifican como dialectos polaco-eslovacos de transición o como parte de los dialectos eslovacos orientales (cf. en el artículo dialectos de Eslovaquia oriental) o como dialectos polacos. 
Alguno o algunos de los grupos antes mencionados suelen incluir (e históricamente pertenecen a):
- dialectos eslovacos en Hungría
- dialectos eslovacos en Rumania
- dialectos eslovacos en Serbia
- dialectos eslovacos en Croacia
- dialectos eslovacos en Bulgaria
- dialectos eslovacos en Ucrania

Hasta la Segunda Guerra Mundial, los dialectos moravo-eslovacos (generalmente clasificados hoy como dialectos checos) también se incluían entre los dialectos eslovacos. Por ejemplo Slovenský náučný slovník desde 1932 en la contraseña "Slovenský jazyk" (en español: Idioma eslovaco), cuyo autor es el checo Václav Vážný, distingue dentro de los dialectos eslovacos dialectos moravo-eslovacos (que tienen subdialectos de Dol, Kelč, eslovaco-croatas, Kopanice y Valaquia) y "vlastné slovenské nárečia" (en español: dialectos eslovacos propios)(que se dividen a su vez en dialectos de Eslovaquia occidental, Eslovaquia central y Eslovaquia oriental). Hasta el día de hoy, una minoría de lingüistas checos mantiene una posición similar respecto a los dialectos moravo-eslovacos.

## La relación entre los dialectos de Eslovaquia occidental y oriental
Un fenómeno interesante de los dialectos eslovacos es el hecho de que algunas (no todas) características lingüísticas importantes conectan (a pesar de la distancia geográfica) el eslovaco occidental con el eslovaco oriental, a diferencia del eslovaco central.  Son principalmente:
- sílabas ro-, lo- para protoeslavos ort-, olt- (contra ra-, la- de Eslovaquia central)
- grupo "šč" (contra "šť" de Eslovaquia central)
- singular instrumental de sustantivos, adjetivos y pronombres femeninos de -ú / -u (contra -ou de Eslovaquia central)
- nominativo (y acusativo) singular de adjetivos neutros de -é / -e (contra -uo de Eslovaquia central)
- nominativo (y acusativo) singular de sustantivos neutros de patrones suaves de -o (contra -e de Eslovaquia central)

## Recursos
- Mistrík, Jozef (1993). «slovenské nárečia». Encyklopédia jazykovedy (1 edición). Bratislava: Obzor. p. 396. ISBN 80-215-0250-9.
- «slovenské nárečia». Malá encyklopédia Slovenska A–Ž (1 edición). Bratislava: Veda. 1987. p. 481–482.